# Jean Biondi
Pour les articles homonymes, voir Biondi.
Jean Biondi, né le 9 mai 1900 à Sari-d'Orcino (Corse) et mort le 10 novembre 1950 à Groslay (Seine-et-Oise), est un homme politique socialiste et résistant français, député SFIO de l'Oise sous la IIIe et la IVe République.

## Biographie
Après des études secondaires à Ajaccio, il poursuit ses études à Paris. Licencié ès sciences, il enseigne au lycée Condorcet.

### Le militant et élu socialiste (1925-1940)
En 1925, il adhère à la Section française de l'Internationale ouvrière (SFIO) à Paris et rejoint la fédération de l'Oise cinq ans plus tard. Il devient l'un des principaux rédacteurs du Cri populaire de l'Oise, journal socialiste local. Il se situe dans l'aile modérée du parti : lors du congrès fédéral d'avril 1933, il soutient les parlementaires SFIO qui soutiennent le gouvernement d'Édouard Daladier. Délégué de l'Oise au congrès national de juillet 1933, il soutient la motion de Vincent Auriol.
En 1934, il est élu conseiller général de Neuilly-en-Thelle, et maire de Creil en 1935. En février 1936, il devient député à l'occasion d'une élection partielle et est réélu lors des élections générales de juin, qui voient la victoire du Front populaire. En 1937, il entre au comité de rédaction du journal Le Populaire.

### La Résistance et la déportation (1940-1945)
Le 10 juillet 1940, il est l'un des quatre-vingt parlementaires à refuser les pleins pouvoirs au maréchal Pétain.
Le régime de Vichy le destitue de ses mandats locaux. Il est notamment déchu de son mandat de maire en avril 1941 pour « avoir manifesté de l’hostilité à l’œuvre de redressement national ». La même année, Jean Biondi rejoint le Comité d'action socialiste et commence à participer à la lutte clandestine. Il est arrêté en 1942, puis relâché.
Il rejoint alors le réseau Brutus, dont il devient responsable régional. Arrêté une deuxième fois, il est emprisonné à Fresnes, puis est envoyé à Compiègne. Il est torturé et déporté, à Mauthausen, puis à Ebensee.

### L'après-guerre
De retour en France en 1945, délégué à l'Assemblée consultative provisoire, il reprend aussitôt ses activités politiques ; il retrouve ses mandats, dont celui de maire de Creil (en 1945), et devient directeur politique de L'Oise socialiste, président du conseil général de l'Oise et membre du comité directeur de la SFIO.
Réélu député en 1945 et 1946, il est sous-secrétaire d'État à l'Intérieur dans le dernier gouvernement provisoire, dirigé par Léon Blum (décembre 1946-janvier 1947). De novembre 1947 à février 1950, il est secrétaire d'État à la Fonction publique et à la Réforme administrative.
Quand il ne détient pas de portefeuille, Jean Biondi est membre, à l'Assemblée nationale, des commissions de l'Intérieur, de la Défense nationale et du Suffrage universel. Il rapporte de nombreuses lois, notamment celle sur la nouvelle Constitution, celle du reclassement de la fonction publique, et celle sur les budgets des collectivités locales.
Il meurt dans un accident de la circulation.
Son fils Jean-Pierre Biondi partage son engagement socialiste.

## Hommages
Portent son nom :
- la passerelle qui traverse l'Oise et relie Verneuil en Halatte à Villers-Saint-Paul
- à Creil, dans le quartier Rouher, un boulevard, une école et un ensemble immobilier
- une rue à Lamorlaye (Oise).
- un parc derrière la Mairie de Breuil-le-Sec (Oise)
- une cité à Montataire (Oise)

## Distinctions
- Médaille de la Résistance française avec rosette (25 avril 1946)[1]
- Chevalier de la Légion d'honneur
- Croix de guerre 1939-1945 avec palme